# Studio Universal
Studio Universal és un canal de televisió especialitzat enfocat a pel·lícules, propietat d'Universal Networks International. La programació es basa en pel·lícules (principalment del catàleg de pel·lícules Universal Studios) i programes relacionats amb entrevistes, visions, curtmetratges i nits temàtiques o temporades freqüents en què es mostren diverses pel·lícules centrades en un gènere, director o actor. La marca Studio Universal ha estat escollida com un dels canals bàsics d'Universal Networks International. El canal es va llançar l'1 de febrer de 2010 a Amèrica Llatina en substitució de Hallmark Channel.

## Història

Antic logo usat el 2010-2015

Inicialment es va llançar a Itàlia el 1998 i estava disponible a la plataforma de televisió de pagament per satèl·lit Stream TV i va continuar a SKY Italia des del 31 de juliol del 2003 fins a l'1 de juny del 2008, quan va perdre una disputa per una transmissió. El canal ha estat suprimit i substituït per MGM Channel. El canal  Studio Universal  es va reprendre més tard el 8 de maig de 2009 a la Galeria Premium, part de la plataforma de televisió de pagament Mediaset Premium.
El novembre de 2008 Steve Patscheck, director de "Universal Networks Latin America", va anunciar que el canal es llançaria a Amèrica Llatina l'1 de febrer de 2010 en substitució de Hallmark Channel a la regió. Des de llavors es va llançar Studio Universal (agost de 2011) a Sud-àfrica i Àfrica subsahariana.